# Rise Up
Rise Up är en låt som sjungs av Freaky Fortune och Riskykidd som kommer att framföras i Eurovision Song Contest 2014 i Köpenhamn för Grekland.